# 上海南站
上海南站，位于中华人民共和国上海市徐汇区漕河泾街道沪闵路289号，是在原沪杭铁路内环线（又称沪新线）新龙华站原址附近重新修建的铁路客运一等站，也是铁路、上海地铁1號線、3號線及15號線的交會站。上海南站途径沪春线、沪昆高速铁路上海南联络线和新龙华联络线；沪春线在莘庄站连接新闵线、沪昆铁路正线与沪苏湖高速铁路。
车站于1999年临时启用。2006年经改造后的上海南站启用后承接了大量由上海始发经由沪昆线南下的列车以及上海铁路枢纽过路列车，以缓解上海站的运输压力。2007年车站开行既有线动车组列车列车，直至2010年沪杭客运专线开通后车站停运。2013年开行市域铁路金山线列车。2021年沪杭高铁预留的上海南联络线随沪苏湖高速铁路工程开工建设，同期实施普速设施搬迁至松江工程，于2024年12月底完工。

## 历史

### 建设

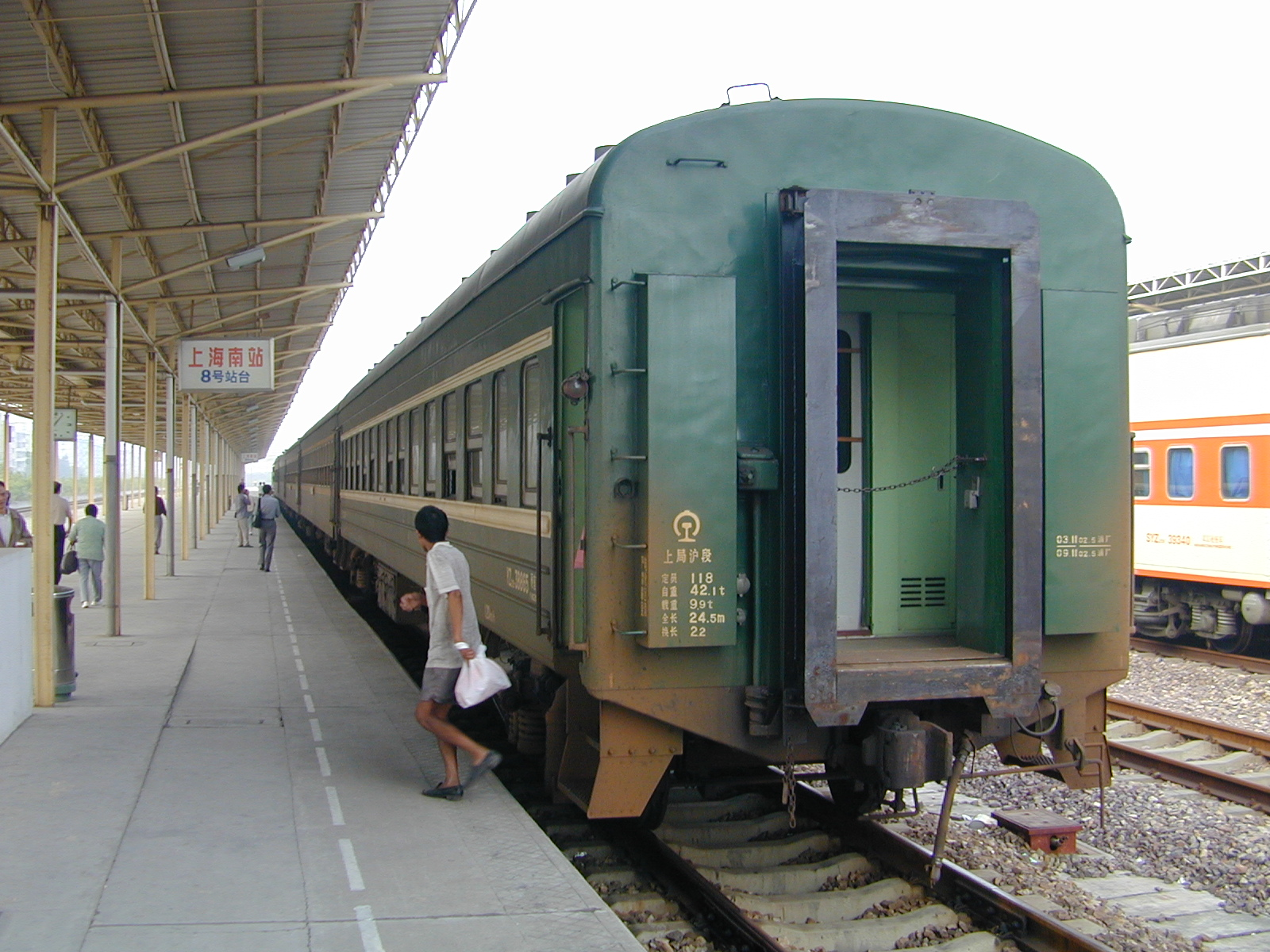
老上海南站的站台（8站台）

在上海南站建成以前，长期以来上海只有上海站这一个主要铁路客运车站，单以上海站并不能完全满足紧张的铁路客运需要。早在二十世纪九十年代初建造上海轨道交通3號線（地铁）时，上海已经有了上海南站的建设计划，当时称“上海第二客站”。1996年11月，上海市政府和铁道部共同商议建设铁路上海南站，决定拆除原沪杭铁路内环线及将徐汇区的400多亩土地，用于建设新的铁路上海南站。1999年底，为了尽快缓解上海站的压力，就在一年内完成了上海南站应急工程，规模为3台7线，部分经沪杭铁路南下的列车转到临时的上海南站到发。
2001年4月，进行上海南站站房设计招标，有包括来自日本、法国、德国、加拿大、美国和中国国内的设计院等投标，同年11月，最后由AREP设计公司公司和上海现代集团华东建筑设计研究院有限公司联合中标。
2002年4月9日，上海铁路南站工程建设指挥部成立，标志上海南站交通枢纽工程全面展开，总投资33.8亿元人民币。2002年10月21日，因施工需要，原来在临时上海南站到发的8对旅客列车、4对市郊列车转到属临时性质的梅陇站办理客运。

### 运营

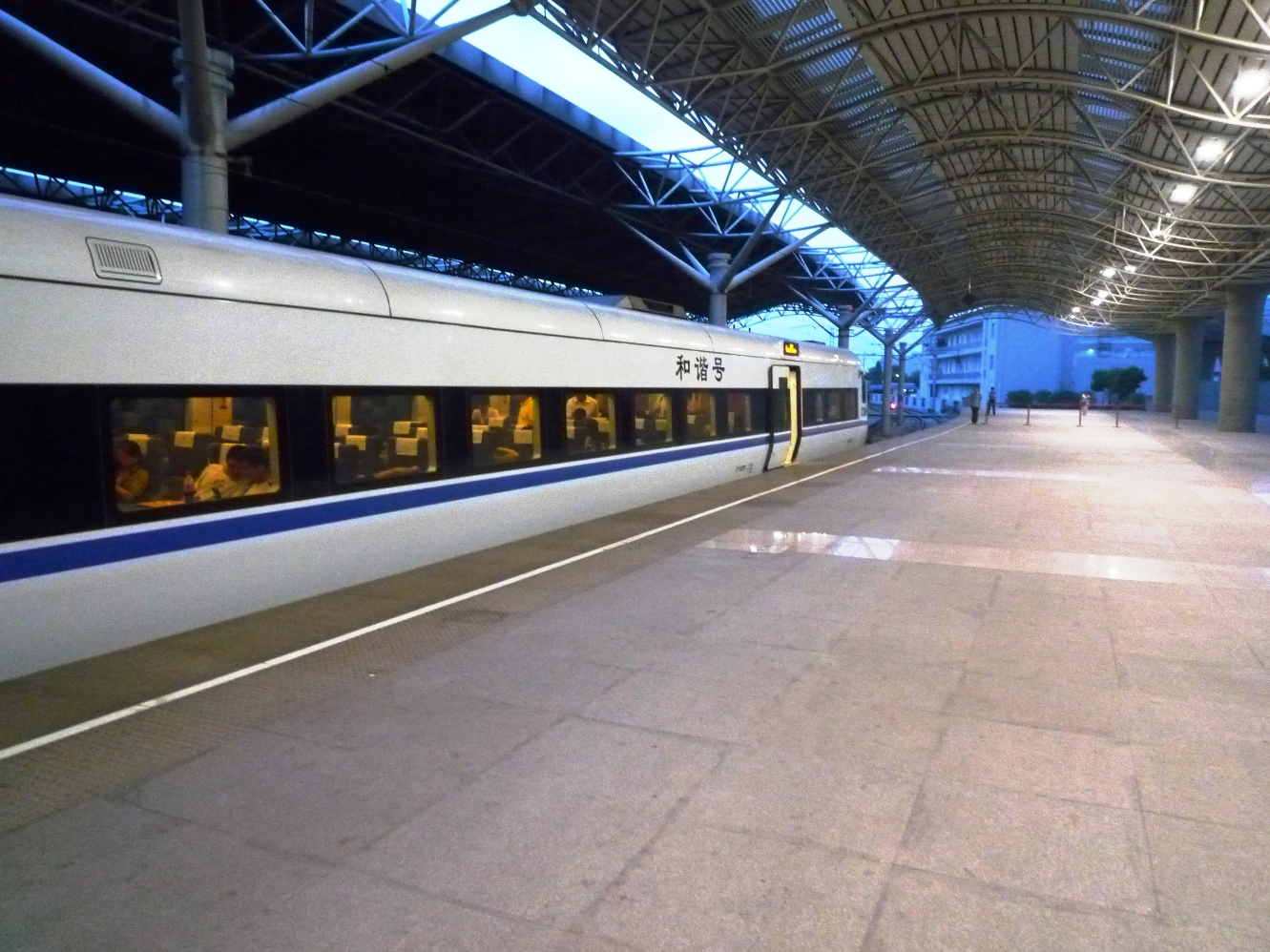
一列沪昆“D字头列车”停靠在上海南站1站台（2009年）

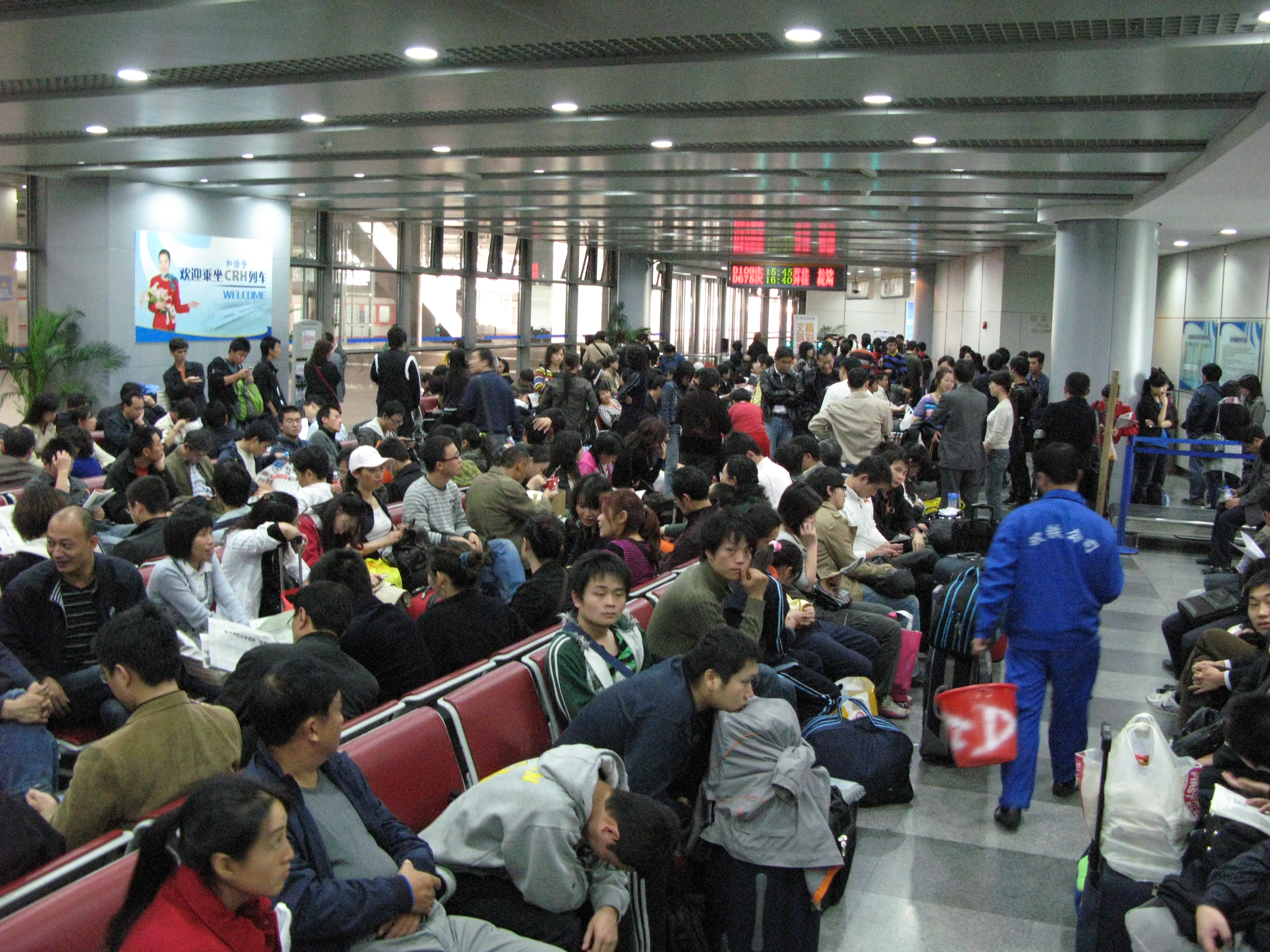
上海南站A1候车室（2008年）

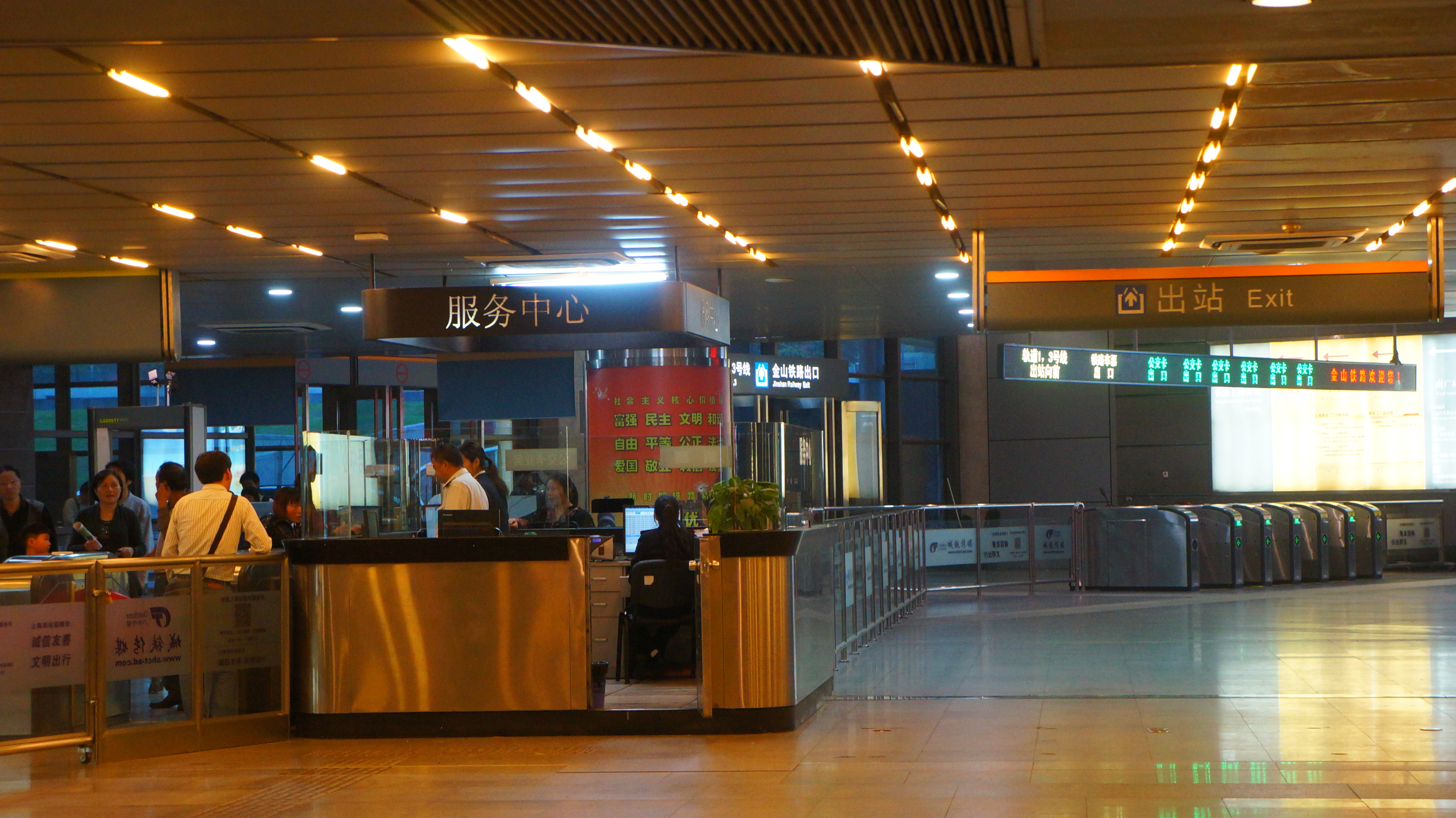
金山乘降区（2015年）

2006年6月19日，上海火车南站经上海市政府和铁道部验收，同月20日售票处开窗售票。2006年6月25日，上海火车南站开始试运营，当日上午8时15分，首列由上海南开往杭州的N521次列车从上海南站发车；同时，梅陇站停止办理客运业务并关闭。2006年7月1日，上海火车南站正式运营，同时，上海西站停止办理客运业务。
2007年1月28日，上海南站开出中国铁路首班和谐号动车组列车N521次列车，作为中国铁路第六次大提速的预告。4月18日上午7时25分，随着开往义乌的D685次列车驶出上海南站，上海南站正式迎来动车时代；于此同时，众多原先经沪昆铁路（原沪杭铁路）南下的长途旅客列车由上海站改至南站始发。由于部分旅客不熟悉大提速后上海铁路枢纽“南进南出、北进北出”的新格局，导致走错车站从而耽误旅行。上海南站在运营初期层曾用过一层北侧站房的A1、A2候车室作为城际列车的候车区域和检票口。为方便旅客，车站在候车室口设有应急售票点，专售候车室所候列车的车票。同时候车室与1站台直接相连，使旅客随到随买随走 。
2010年10月26日沪杭高速铁路开通运营后，原先上海南站开行的D字头列车全部转移至上海虹桥站开行，上海南站不再开行D字头列车。受此影响，原每日客流大致在7万左右的上海南站运能减少34520人次。2012年9月28日城际化改造完成的金山线投入运营，上海南站开行前往金山卫站的动车组列车。为应对金山线公交化的运营模式，上海南站将专用作金山线列车的10、11号站台加高以停靠动车组列车；同时设置原西南出口区域为单独的金山线旅客乘降区：包括旅客专用进出通道、等候区域和通道并联通10、11站台。

### 高速化改造
2021年10月1日，沪杭客专上海南联络线开工。工程计划新建上海南站至莘庄站的三、四线和沪昆高速铁路联络线；同时沪苏湖高速铁路工程亦计划经由既有沪春线引入上海南站，并计划将车站既有普速功能搬迁至上海松江站。
2024年7月1日，上海南站启动设施更新改造工程，第一阶段车站南半部封闭施工。受此影响，由上海南始发终到的部分旅客列车临时停运、调整运行区间、暂停中途停靠或调整开车时间，部分折角车改至松江北站或苏州站换挂。南高架进站平台封闭；金山铁路列车调整至6、7站台到发。2024年10月12日起，北半部分工程开始，乘客需从南进站口进站乘车。2024年12月4日本站至莘庄站四线开通。四线分别为沪春线上下行、沪昆客专上海南上下行联络线共4条正线。
2024年12月20日，上海南站提档升级改造工程通过验收。2024年12月24日，位于北广场的新金山乘降区启用，金山线列车调整至1站台到发。2025年1月5日，上海南站迎来首趟高铁，上海南站成為高鐵站。
2025年6月30日，最后一班从上海南站始发的普速列车Z247次列车发出。2025年7月，上海南站普速整备设施整体搬迁至上海松江站。此后将利用原机务折返段及临修镟轮库用地，新增10条动车组存车线（6长编、4短编），再将普速客整所改建为7条长编存车线。加上既有的4线检查库和8条长编动车组存车线，扩建后的动车组存车能力将达到21条长编+4条短编:96。

## 车站结构

### 站房
上海南站主站房和车站南北广场东起柳州路，西至老沪闵路，北靠沪闵路，南抵石龙路。主站房设计为巨大圆形钢结构，高47米，圆顶直径200多米，总面积5万多平方米，是目前世界上最大的圆顶透光火车站。建筑意念取自中国传统的亭子，主体结构为钢结构。南来北往的火车可从主体建筑的架空部分穿行而过，意寓「车轮滚滚，与时俱进」。主站房为南北贯通、高进低出、高架候车。
主站房大致分为三层：一层与地面同高，为站台层，设有13条铁轨和6个上下客站台，另有通道与南北广场相连，还设有贵宾候车室、车站公安派出所等。二层为出发层，设有周长为800米的高架环形出发平台、可同时容纳一万余人候车的大空间候车区、检票通道等；地下层为到达层，设有旅客出站地道、南北地下换乘大厅、地铁1号线、3号线、15号线、部分长途客运和旅游专线等，在站内实现换乘。南站南北广场平面设计为园林绿地和旅游集散地，占地60公顷，南北广场地下设计二层商铺、道路和停车场，总建筑面积为12万平方米。2019年7月，上海南站增设自助人脸识别进站闸机，方便旅客自助刷身份证验票乘车，并在3个出站口增设7台出站闸机。
上海南站于2025年7月全面高速化后，先后新增图书馆和医疗门诊部。其中新增的图书馆名为“汇悦读灯塔书房”，与徐汇区图书馆合作开办，占地约400平方米。医疗门诊部位于车站二楼，与上海市第八人民医院合办，提供基本医疗功能，为中国大陆火车站中首次开设该场所。

#### 候车区域
上海南站的候车区位于二层，除金山线列车外的所有列车的售票、进站和候车均在此进行。圆形的站房将各式各样的功能分区融为一体却又有辨识度：位于圆形建筑外围的进站口、售票处和商店标高9.9米，形成一个周长为800米的环，将主候车区域包裹在内。进站口处共设20台安检仪、40个实名制验证闸机；此外环形区域另设有设军人候车区、重点旅客候车区、儿童游乐区及母婴室，并开辟了专用检票通道。
而主候车区域则低于周围环形出发区域2.4米（标高7.5米），由出发区域从南北设有两个进入候车区域的通道。候车区整体呈长方形镶嵌在环形中间，两侧的空白区域则由玻璃覆盖。候车区域中间为通道，联通两侧的12个候车区。候车区域的东西两侧各设有一条进站通道联通1-11站台。

#### 金山乘降区

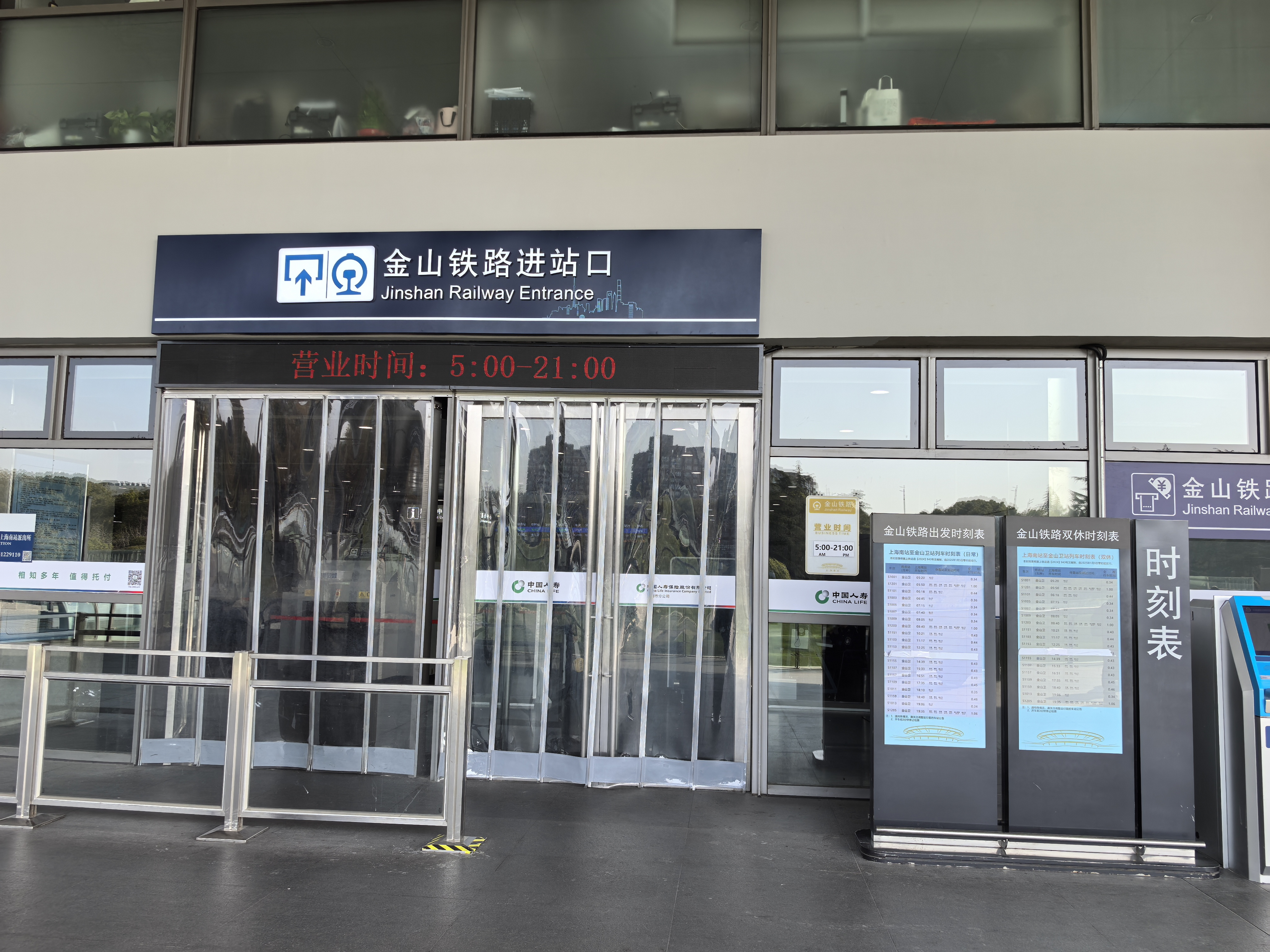
改造升级后的金山乘降区进站口

2024年12月底金山乘降区将搬迁至北广场西侧，替代了原位于地下一层的西南出口处附近的旧乘降区，为金山线列车专用进出站、售票区域。新的金山铁路乘降区内设内设服务中心、旅客卫生间等设施设备；服务中心提供上海公共交通卡的充值业务。站台将使用1站台；出站口位于西北出口处，并和上海地铁1号线、15号线上海南站站站厅单向免安检联通。

### 站台
上海南站有6个站台，其中包括1个基本站台和5个岛式月台，共有11个站台面，每个站台均有无站台柱雨棚覆盖。雨棚呈波浪形，布设在圆形主站房的两侧，并与主站房、高架匝道柱相连，雨棚建筑面积42,908平方米，覆盖面积29,986平方米。雨棚立柱位于两个站台的到发线间，间隔18米，总长353.5米。上海南站无站台柱雨棚工程以其高难度的工艺技术荣获中国土木工程詹天佑奖、中国建筑钢结构金奖、建国60周年钢结构金奖十大工程提名奖和全国优秀焊接工程奖。
上海南站设有12条到发线，8道用作非列车到发线及机走线，其余股道用于接发旅客列车和回送动车组列车。原11道和Ⅻ道曾专用于接发金山铁路列车。车站东咽喉区设有上海机务段上南客机折返段、上海动车段上南动车运用所和上海车辆段上南客整备所（规划动车所和客技站合二为一）等设施。
| 北                                          |                |
| 1号站台（金山线专用）                       |                |
| 到发线（1道）                               |                |
| 到发线（2道）                               |                |
| 2、3号站台                                  |                |
| 到发线（3道）                               |                |
| 到发线（Ⅳ道）                               |                |
| 4、5号站台                                  |                |
| 到发线（5道）                               |                |
| 到发线（6道）                               |                |
| 6、7号站台                                  |                |
| 到发线（Ⅶ道）                               |                |
| ←莘庄方向——机走线（8道）——上海南客技站方向→ |                |
| 到发线（9道）                               |                |
| 8、9号站台                                  |                |
| 到发线（10道）                              |                |
| 到发线（11道）                              |                |
| 10、11号站台                                |                |
| 到发线（Ⅻ道）                               |                |
| 南                                          | 机走线（13道） |

## 运营状况

### 动车组列车
存放于上海南动车运用所的动车组列车出入库需通过本站。在2007年1月至2010年10月26日，该站也是沪昆既有线动车组列车的始发站，但自2010年10月26日沪杭高速铁路开通运营后，原先在上海南站开行的D字头列车全部转移至上海虹桥站开行，而该站也一度成为只办理普速列车接发任务的车站。
2012年金山铁路支线改建工程改造完工，上海南站正式开行往金山卫方向的城际动车组列车。2019年7月10日起，原先在上海虹桥站开行的沿长江至重庆、汉口方向4对动车组列车改为在上海南站始发。2025年1月莘庄站启用后，本站大部分站站停列车外迁至莘庄始发终到，保留直达列车、大站停列车和站站停列车共20对：其中站站停列车3对，上行3趟停靠莘庄。
复兴号CR200J型电力动车组上线后，上海南站曾于2019年3月底开行始发经既有沪昆铁路至杭州站的D字头列车；2019年5月起，上海南站亦开行由CR200J担当的，开往管内各站的D字头列车。2020年10月起增开由CR200J担当的沪杭城际动车组列车9对，以缓解上海虹桥站的压力。
随着沪昆高速铁路上海南联络线和沪苏湖高速铁路联络线开通，上海南站自2025年1月5日开行大量高速动车组列车，占车站总开行列车的60%，主要覆盖杭州、宁波、温州、黄山等短途以及厦门、南昌、郑州、长沙等中长途方向。2025年7月1日调图后，原上海虹桥站始发终到的11对列车改为本站始发终到，另外本站至南宁站的2趟普速列车升级为CR200J担当的动车组列车。
| 车次                                                                         | 目的地                         | 备注                   |
| ---------------------------------------------------------------------------- | ------------------------------ | ---------------------- |
| C3041、C3083                                                                 | 湖州东                         | 沪苏湖高铁杭州西方向   |
| C3053、C3057、C3059、C3067                                                   | 杭州西                         | 沪苏湖高铁杭州西方向   |
| G8961、C3055、C3073、C3077                                                   | 温州北、横店、义乌             | 沪苏湖高铁杭州西方向   |
| G7303、G7305、C3051、G7311                                                   | 安庆、千岛湖、黄山北           | 沪苏湖高铁杭州西方向   |
| G1315、G1439 南局担当：G1355、G1407、G1519                                   | 厦门北、南昌西、吉安西、赣州西 | 沪苏湖高铁杭州西方向   |
| G997、G1305                                                                  | 深圳北、广州东                 | 沪苏湖高铁杭州西方向   |
| G8387、G8981                                                                 | 上海虹桥、上海（环状运行列车） | 沪苏湖高铁湖州方向     |
| G1319、G3257、G3247、G3263                                                   | 郑州东、兰州西、汉口           | 沪苏湖高铁湖州方向     |
| C2383、C2375、C3027、C3019、C3023、C3031、C3055                              | 合肥南、亳州南                 | 沪苏湖高铁湖州方向     |
| C3003、C3007、C3011、C3019、C3039、C3015                                     | 南京南、宜兴                   | 沪苏湖高铁湖州方向     |
| G227、G1347、G1387                                                           | 长沙南、南昌                   | 沪昆高速线运行         |
| G7309、G7355、G7365                                                          | 杭州东、杭州、江山             | 沪昆高速线运行         |
| G7509、G7517、G7527、G7529                                                   | 宁波、宁海                     | 沪昆高速线、杭深线运行 |
| G7521、7525                                                                  | 台州西、温州南                 | 沪昆高速线、杭深线运行 |
| D381                                                                         | 福州南                         | 沪昆高速线、杭深线运行 |
| D2287、D377、D3107                                                           | 深圳北                         | 沪昆高速线、杭深线运行 |
| G7193、G7317、G7321、G7323、G7337、G7339、G7347、G7355                       | 丽水、温州南、平阳、苍南       | 沪昆高速线、金温线运行 |
| G7533、G7545                                                                 | 温岭、瑞安                     | 沪昆、杭台高速线运行   |
| G7553                                                                        | 千岛湖                         | 沪昆、杭昌高速线运行   |
| G411、G1631、G1655、G1657、G1659、G1629 G1641                                | 福州、厦门北、平潭             | 沪昆、京福高速线运行   |
| D2216、D3060                                                                 | 重庆北、汉口                   | 李莘联络线方向         |
| C3792、D5566                                                                 | 徐州东、亳州南                 | 李莘联络线方向         |
| D10                                                                          | 北京南                         | CR200J担当             |
| D171                                                                         | 九江                           | CR200J担当             |
| D195、D197                                                                   | 南宁                           | CR200J担当             |
| C403                                                                         | 诸暨                           | CR200J担当             |
| C405                                                                         | 衢州                           | CR200J担当             |
| C411、C413                                                                   | 开化                           | CR200J担当             |
| C481、C491、C495                                                             | 庆元                           | CR200J担当             |
| 直达车：S1001～S1013 大站停：S1101～S1109、S1151～S1159 站站停：S1201～S1205 | 金山卫                         | █ 金山线列车           |

### 普速旅客列车
上海南站始发的普速旅客列车以往南方向的为主。大部分始发终到上海南站的列车车底需进入上海机辆段上海南车辆运用车间存放（含复兴号CR200J型电力动车组）和整备，机车本务则进上海南整备车间整备。
2025年1月5日调图后，车站大部分普速列车迁往上海松江站到发，但保留往重庆、武昌、南宁、广州等热门方向的普速列车11对。2025年7月1日零时起，全国铁路实行新的列车运行图，此次调图后，车站不再有任何图定普速列车到发。除两对沪邕普速列车升级为动车组列车外（D195/196和D197/198），原先在本站始发终到的其余普速列车均转至上海松江站始发终到。

## 接驳交通
上海南站为铁路、轨道交通、公交、长途汽车等多种运输方式合一的综合交通枢纽。其中南北广场地面各设一处公交车枢纽站和网约车上客点。网约车上客点分别位于动力南四路和动力北一路路沿，每个上客点以30~35米为区段共设置4段，以水果标识区分。南北广场地下一层设有出租车蓄车区、上客区和社会车辆接客区。

### 地铁

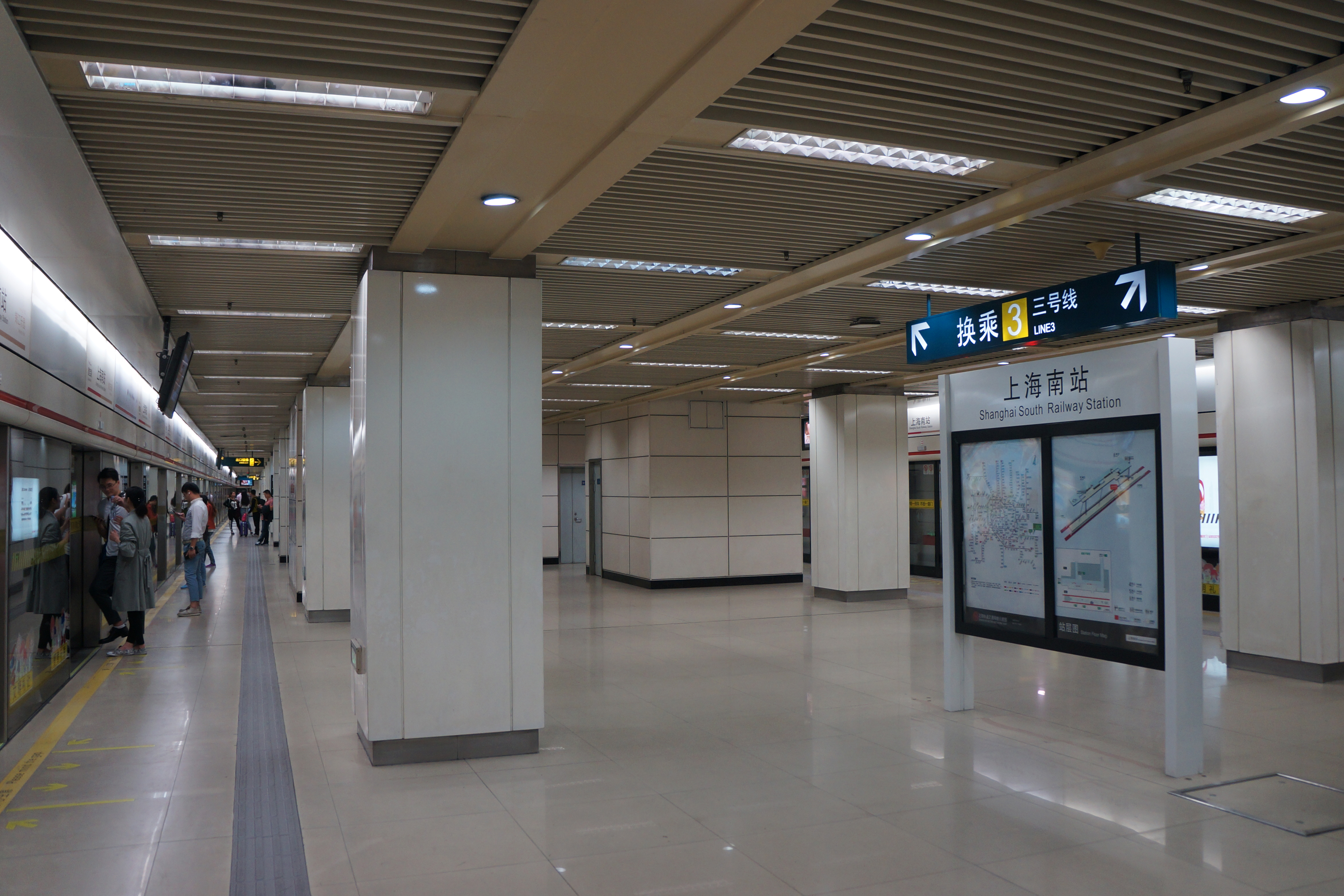
1号线上海南站站

上海南站站是位于上海市徐汇区沪闵路桂林路，上海南站旁的一个上海地铁车站，由上海铁路局勘测设计院设计。车站有上海轨道交通1号线、3号线和15号线经过，是1号线、3号线和15号线的换乘站同时亦是3号线的南起訖站。在该站乘地铁可前往1号线、3号线和15号线沿途各站或转乘其他线路前往上海各处。
2024年4月4日，上海南站试点“铁路换地铁免重复安检”。上海南站西北、东北和东南3个出口的出站客流在封闭通道内可与地铁直联换乘。

### 长途汽车

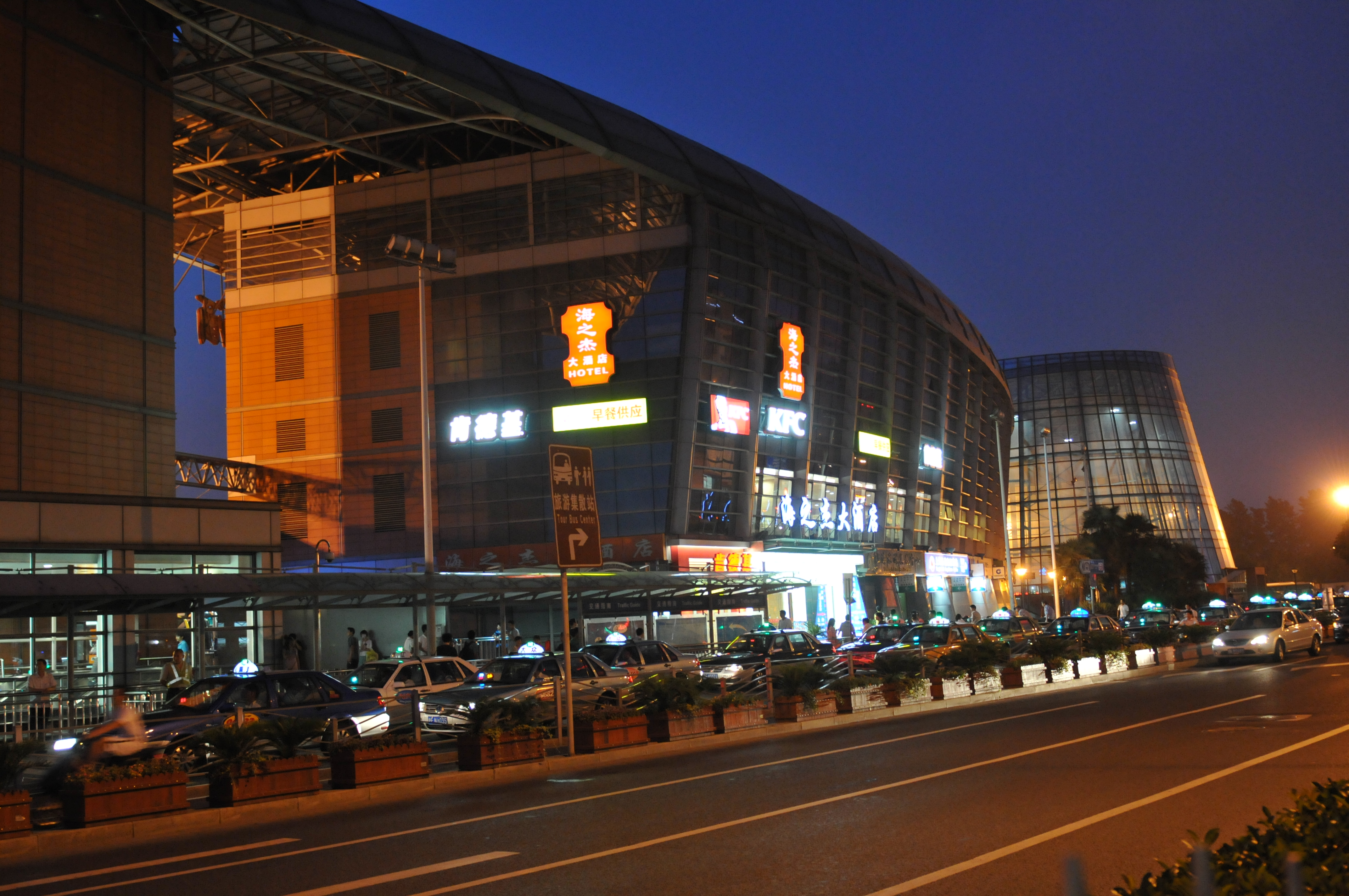
上海长途客运南站

上海长途客运南站已于2006年投入使用，是上海南部的长途汽车枢纽，每日有超过1100班长途汽车发出。主要有班车发往皖南、闽南、苏北、浙北等铁路班次较少的地方以及苏州、昆山等离上海较近的地区。铁路旅客可以换乘汽车前往火车无法直达的城市。

### 公交换乘
上海南站的南广场和北广场均设有公交枢纽，其中北广场停靠市区公交线路（均为久事运营），南广场主要停靠郊区公交线路，相关接驳公交信息如下：

| 编号 | 编号       | 线路               | 线路 | 线路               | 收费   | 运营商              | 备注                                 |
| ---- | ---------- | ------------------ | ---- | ------------------ | ------ | ------------------- | ------------------------------------ |
|      | 315夜宵线  | 上海南站(南广场)   | ⇆    | 上海火车站(北广场) | 2元    | 巴士一公司          | 15路夜宵车                           |
|      | 860        | 上海南站南广场     | ⇆    | 成山路东明路       | 2元    | 浦东金高            |                                      |
|      | 867        | 上海南站(南广场)   | ⇆    | 航华新村           | 2元    | 巴士三公司          |                                      |
|      | 973        | 上海南站(南广场)   | ⇆    | 蓝村路南泉路       | 2–5元  | 巴士四公司          | 经由上中路隧道过黄浦江；原623路      |
|      | 机场七线   | 浦东机场           | ⇆    | 上海南站(南广场)   | 4–20元 | 上南一分            | 有人售票；经由上中路隧道过黄浦江     |
|      | 南南线     | 申迪南路南公交枢纽 | ⇆    | 上海南站(南广场)   | 1–7元  | 南汇川沙            | 经由上中路隧道过黄浦江；原南南线西段 |
|      | 上奉专线   | 南桥汽车站         | ⇆    | 上海南站(南广场)   | 1–8元  | 奉贤二分            | 经由虹梅南路隧道过黄浦江             |
|      | 上嘉线     | 上海南站（南广场） | ⇆    | 嘉定客运中心       | 1–11元 | 嘉定公交 巴士三公司 | 原西嘉线                             |
|      | 上青线     | 上海南站（南广场） | ⇆    | 漕盈路站           | 1–8元  | 青浦巴士            | 原上朱线（区间）                     |
|      | 上石线     | 石化汽车站         | ⇆    | 上海南站           | 1–10元 | 金山巴士            |                                      |
|      | 上松夜宵线 | 松江枢纽           | ⇆    | 上海南站(南广场)   | 1–7元  | 松江公交            |                                      |

| 编号 | 编号        | 线路               | 线路 | 线路               | 收费 | 运营商     | 备注        |
| ---- | ----------- | ------------------ | ---- | ------------------ | ---- | ---------- | ----------- |
|      | 301夜宵线   | 上海南站(北广场)   | ⇆    | 上海火车站(南广场) | 2元  | 巴士四公司 | 104路夜宵车 |
|      | 303夜宵线   | 南浦大桥           | ⇆    | 上海南站(北广场)   | 2元  | 巴士二公司 | 43路夜宵车  |
|      | 729         | 上海南站(北广场)   | ⇆    | 紫竹科学园区       | 2元  | 巴士二公司 |             |
|      | 747         | 鑫都城             | ⇆    | 上海南站(北广场)   | 2元  | 巴士二公司 |             |
|      | 763         | 莘庄地铁站(北广场) | ⇆    | 上海南站(北广场)   | 2元  | 巴士二公司 |             |
|      | 1252        | 上海南站(北广场)   | ↺    | 上海南站(北广场)   | 1元  | 巴士二公司 |             |
|      | 虹桥枢纽1路 | 上海南站(北广场)   | ⇆    | 虹桥西交通中心     | 2元  | 巴士二公司 |             |

其余过境公交线路信息如下：
| 沪闵路柳州路(上海南站，近北广场) | 沪闵路柳州路(上海南站，近北广场) | 沪闵路柳州路(上海南站，近北广场) | 沪闵路柳州路(上海南站，近北广场) | 沪闵路柳州路(上海南站，近北广场) |
| 编号                             | 路线                             | 路线                             | 路线                             | 备注                             |
| -------------------------------- | -------------------------------- | -------------------------------- | -------------------------------- | -------------------------------- |
| 50                               | 龙华中路东安路                   | ⇆                                | 老沪闵路业祥路                   |                                  |
| 218                              | 陆家浜路大兴街                   | ⇆                                | 银都路老沪闵路                   |                                  |
| 301夜宵线                        | 上海南站(北广场)                 | ⇆                                | 上海火车站(南广场)               | 104路夜宵车                      |
| 703                              | 漕溪北路蒲汇塘路                 | ⇆                                | 颛桥                             |                                  |
| 704                              | 上海体育馆                       | ⇆                                | 报春新村                         |                                  |
| 704B                             | 上海体育馆                       | ⇆                                | 疏影路公交站                     |                                  |
| 729                              | 上海南站(北广场)                 | ⇆                                | 紫竹科学园区                     |                                  |
| 徐闵线                           | 肇嘉浜路高安路                   | ⇆                                | 闵行                             |                                  |

| 石龙路龙川北路(上海南站，近南广场) | 石龙路龙川北路(上海南站，近南广场) | 石龙路龙川北路(上海南站，近南广场) | 石龙路龙川北路(上海南站，近南广场) | 石龙路龙川北路(上海南站，近南广场) |
| 编号                               | 路线                               | 路线                               | 路线                               | 备注                               |
| ---------------------------------- | ---------------------------------- | ---------------------------------- | ---------------------------------- | ---------------------------------- |
| 111                                | 南浦大桥                           | ⇆                                  | 长桥新村                           |                                    |
| 156                                | 石龙路地铁站                       | ⇆                                  | 都庄路沪光路                       |                                    |
| 157                                | 永联村                             | ⇆                                  | 上海体育馆                         | 原07路                             |
| 192高峰线                          | 嘉川路凌云路                       | ↺                                  | 嘉川路凌云路                       |                                    |
| 729                                | 上海南站(北广场)                   | ⇆                                  | 紫竹科学园区                       |                                    |
| 761                                | 懿行路和炯路                       | ⇆                                  | 浦北路柳州路                       | 经由龙耀路隧道过黄浦江             |
| 810                                | 古美新村                           | ⇆                                  | 懿行路和炯路                       | 原梅周线；经由上中路隧道过黄浦江   |

| 石龙路龙川北路(上海南站，近南广场) | 石龙路龙川北路(上海南站，近南广场) | 石龙路龙川北路(上海南站，近南广场) | 石龙路龙川北路(上海南站，近南广场) | 石龙路龙川北路(上海南站，近南广场) |
| 编号                               | 路线                               | 路线                               | 路线                               | 备注                               |
| ---------------------------------- | ---------------------------------- | ---------------------------------- | ---------------------------------- | ---------------------------------- |
| 718                                | 上海体育馆                         | ⇆                                  | 永联村                             |                                    |
| 810                                | 古美新村                           | ⇆                                  | 懿行路和炯路                       | 原梅周线；经由上中路隧道过黄浦江   |
| 820                                | 柳州路宜山路(市六医院)             | ⇆                                  | 华发路长华路                       |                                    |
| 957                                | 外环路地铁站(南广场)               | ⇆                                  | 平江路枫林路(中山医院)             | 原847路                            |

## 圖片集

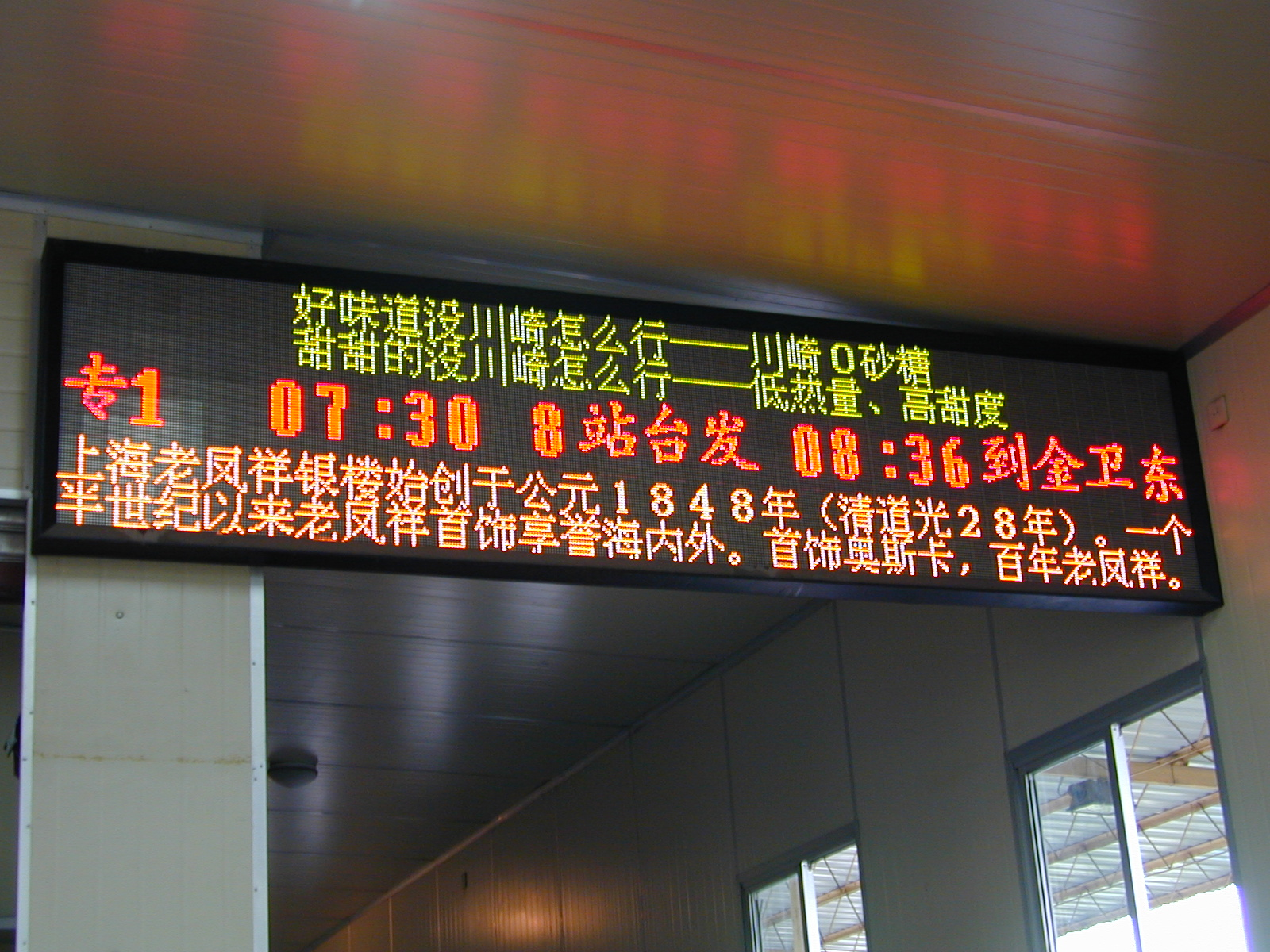
老上海南站的车次显示屏（2002年）
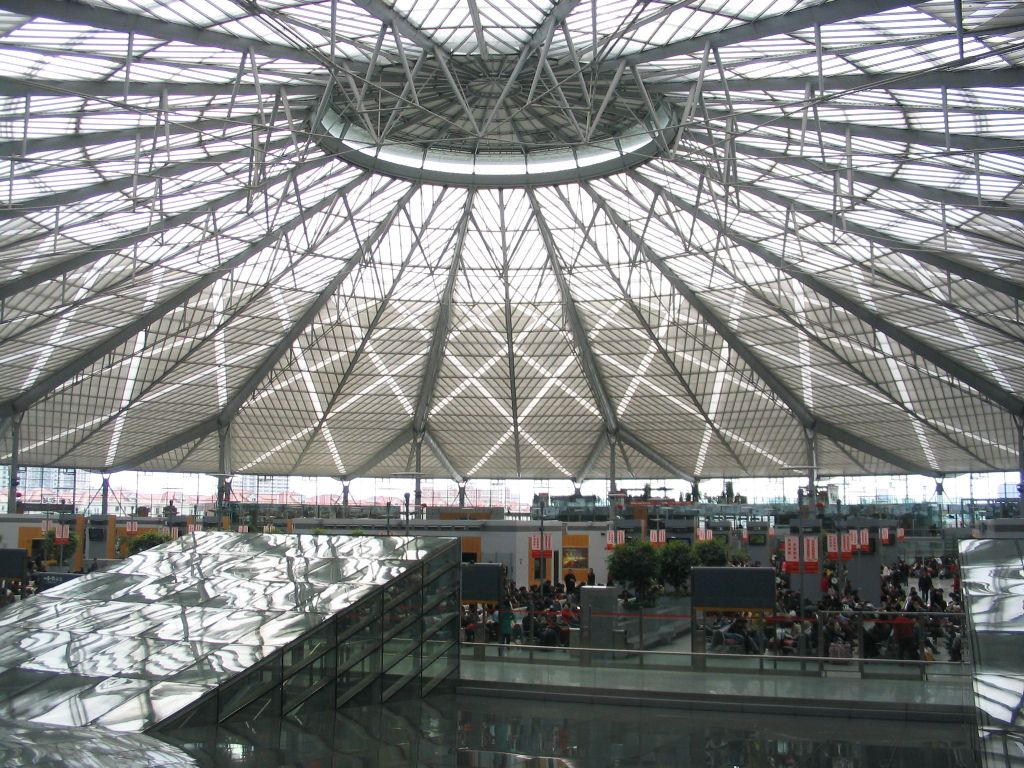
铁路上海南站大堂及圆形天幕
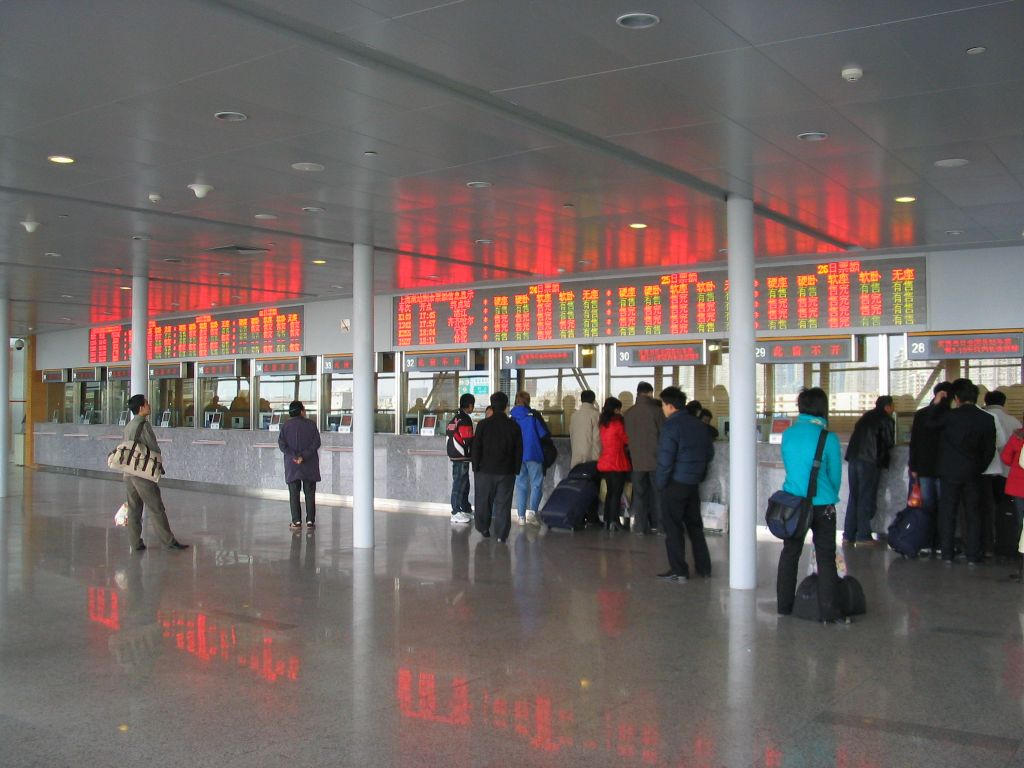
大堂售票處
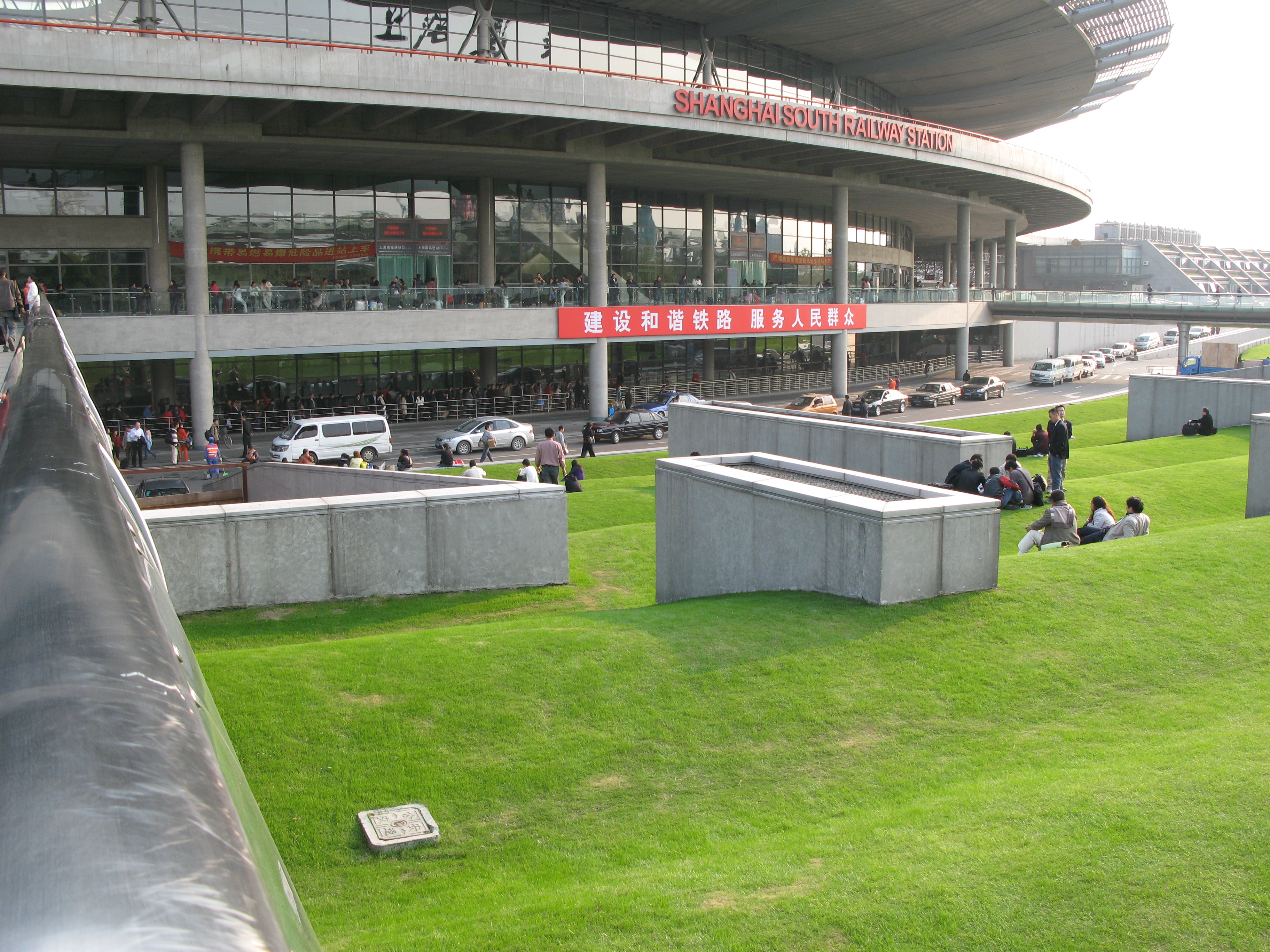
上海火车南站北出口
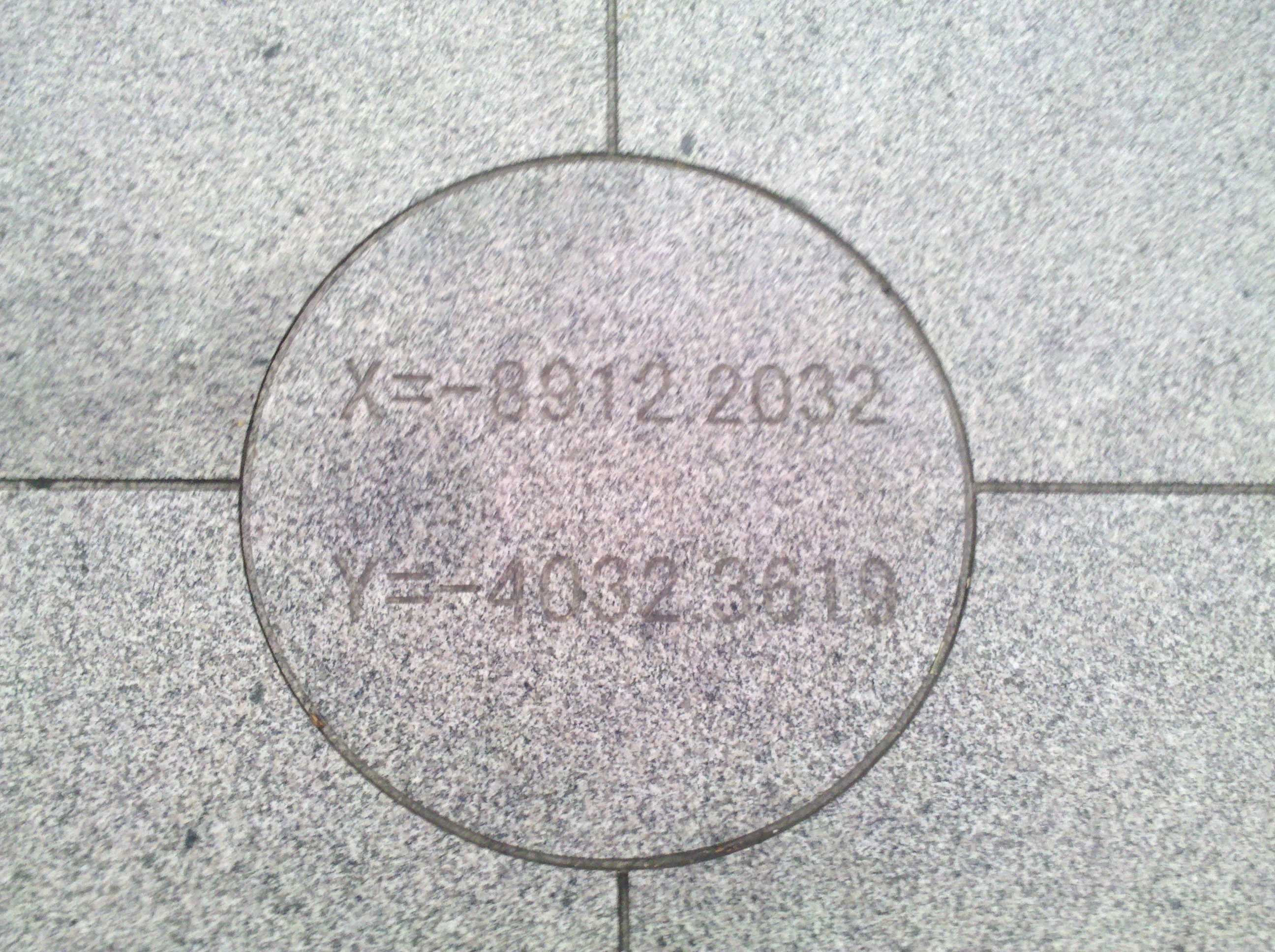
车站的坐标

## 外部連結
- 上海铁路南站地区公共信息网
- . SRWS FREE.   [2019-04-07]. （原始内容存档于2019-04-07）.